# 2K19
2K19 – czternasty długogrający album Stachursky’ego, wydany 27 września 2019 roku przez wytwórnię płytową Universal Music Polska. Album zawiera 11 utworów. Album został nominowany do Nagroda Muzyczna „Fryderyk” 2020 w kategorii Album Roku Elektronika

## Lista utworów
Opracowano na podstawie materiału źródłowego.
1. „Doskozzza” – 5:30
2. „Zimna Lufa (Babylon DENN Mix)” – 3:01
3. „Kim Jestem - Jestem Sobie” – 3:28
4. „To Moja Droga” – 6:18
5. „Zaginaaay” – 3:19
6. „Gdy Nie Ma Ciebie” – 3:25
7. „Moje Serce” – 3:08
8. „Funky Rider (feat. Denn) [Polish Version]” – 3:07
9. „Szampan I Truskawki” – 3:21
10. „Pożegnanie Naszych Ciał” – 4:24
11. „Moje Pragnienie” – 4:38